# Oldřich ze Znojma
Oldřich ze Znojma († po roce 1433) byl husitský kněz, bakalář svobodných umění, teolog sirotčí strany.

## Život
Pocházel ze Znojma, z čehož někteří badatelé vyvozují, že byl německé národnosti. Není to však jisté: i když bylo Znojmo v té době převážně německé, nelze jen z tohoto faktu odvozovat Oldřichovu národnost. Studoval na artistické fakultě pražské univerzity a stal se bakalářem svobodných umění. Působil pak jako farář v husitské Čáslavi.
Byl zástupcem východočeských sirotků v husitské delegaci na basilejský koncil. Na koncilu byl jedním ze čtyř hlavních řečníků (společně s Janem Rokycanou, Mikulášem Biskupcem z Pelhřimova a Petrem Paynem). Byl vybrán pro obhajobu artikulu o svobodném kázání slova božího. Prokop Holý chtěl na koncilu svěřit obhajobu tohoto artikulu chrudimskému faráři Martinu Lupáčovi, ale protože by měl málo času na přípravu, byl potvrzen již dříve vybraný Oldřich. Svého úkolu se zhostil se ctí a byl rovnocenným partnerem svých zkušenějších přátel. Jeho oponentem byl německý dominikán a inkvizitor Heinrich Kalteisen. Oldřich zdůraznil, že zvěst a poselství Písma svatého mají přednost před povinností kněze, kterou mu předkládají jeho nadřízení. Ve své řeči obratně použil část kázání, kterou měl pro svou obhajobu připravenou Jan Hus, jenž ji už na kostnickém koncilu nestihl pronést.